# Cantonul Le Fousseret
Cantonul Le Fousseret este un canton din arondismentul Muret, departamentul Haute-Garonne, regiunea Midi-Pyrénées, Franța.

## Comune
- Castelnau-Picampeau
- Casties-Labrande
- Le Fousseret (reședință)
- Fustignac
- Gratens
- Lafitte-Vigordane
- Lussan-Adeilhac
- Marignac-Lasclares
- Montégut-Bourjac
- Montoussin
- Polastron
- Pouy-de-Touges
- Saint-Araille
- Saint-Élix-le-Château
- Sénarens